# Ben Carson
Ben Carson,, właśc. Benjamin Solomon Carson (ur. 18 września 1951 w Detroit) – amerykański lekarz neurochirurg, filantrop, pisarz i polityk Partii Republikańskiej. Jest pierwszym chirurgiem, który skutecznie rozdzielił bliźnięta syjamskie połączone głowami.

## Życiorys
Dorastał w slumsach Detroit pod opieką samotnej, nastoletniej matki, która ukończyła trzy klasy szkoły podstawowej. Początkowo miał problemy w szkole, a za sprawą ciężkiej pracy ukończył szkołę średnią jako jeden z najlepszych w klasie, po czym odbył studia na Uniwersytecie Yale, robiąc specjalizację w neurochirurgii. Szczególnie wspomina inspirację, jaką czerpał z przesłania autobiografii Bookera T. Washingtona Up from Slavery, której autor urodził się jako niewolnik, ale założył uniwersytet i był doradcą dwóch prezydentów USA.
W wieku 33 lat został dyrektorem Neurochirurgii Dziecięcej w szpitalu, w Johns Hopkins Children’s Center w Baltimore, gdzie spędził ponad trzydzieści lat. Już na początku kariery w tym znanym szpitalu akademickim osiągnął poważne sukcesy zawodowe. W 1987 Carson kierował 70-osobowym zespołem chirurgów, który dokonał pierwszej udanej operacji rozdzielenia bliźniąt syjamskich zrośniętych głowami. Jest autorem kilku książek, w tym swojej autobiografii Gifted Hands (1996). Trzy inne jego prace o osobistej filozofii na sukces, ciężkiej pracy, ryzyku i wierze w Boga to: Big Picture (2000), Think Big (2006) i Take the Risk: Learning to Identify, Choose, and Live with Acceptable Risk (2009).
W 2001 CNN i magazyn „Time” uznały Bena Carsona za jednego z 20 czołowych lekarzy i naukowców narodu. W tym samym roku Biblioteka Kongresu wybrała go jako jednego z 89 „Żyjących Legend”. W 2006 otrzymał medal Spingarn nadawany przez NAACP. W lutym 2008 prezydent George W. Bush nagrodził go Prezydenckim Medalem Wolności. Szeroka popularność przyszła po ukazaniu się filmu telewizyjnego Gifted Hands: The Ben Carson Story (Talent w rękach: opowieść o Benie Carsonie, 2009 – Carsona w filmie zagrał aktor Cuba Gooding Jr.), ukazującym jego życie i osiągnięcia.
Przez ostatnie dwadzieścia lat Ben Carson wraz z żoną Laceną („Candy”) prowadzą ogólnokrajową organizację dobroczynną, Carson Scholars Fund, która przyznaje stypendia uniwersyteckie dla szczególnie uzdolnionych uczniów zainteresowanych działalnością na rzecz swoich społeczności oraz zakłada czytelnie w szkołach podstawowych, które nie mają bibliotek. Jego celem jest dopomóc innym w podążaniu tą samą drogą do sukcesu, jaką on sam podążał, na podstawie tradycyjnych wartości, jakimi są dyscyplina, ciężka praca i wiara. We wszystkich 50 stanach i Dystrykcie Kolumbii jest ponad 5700 stypendystów Carsona. Ponadto Projekt Czytelniczy Bena Carsona zainwestował ponad 850 000 USD w utworzenie i utrzymanie 88 czytelni w całym kraju.
W ostatnich latach skupia się bardziej na polityce niż na praktykowaniu medycyny. Jest znany jako zdeklarowany konserwatywny republikanin. Skrytykował prezydenta Baracka Obamę za jego stanowisko w sprawie opodatkowania i opieki zdrowotnej.
W 2013 został zauważony przez środowisko polityczne, gdy podczas Narodowego Śniadania Modlitewnego w swoim przemówieniu ostrzegał USA przed groźbą podzielenia losu starożytnego Rzymu i zalecał przykład biblijnej dziesięciny jako podstawy prac nad reformą systemu podatkowego. Po tym przemówieniu konserwatywny „Wall Street Journal” namawiał go na swoich łamach do startu w wyborach prezydenckich.
Carson zdecydował się także kandydować na prezydenta Stanów Zjednoczonych w 2016, zgłaszając swój udział w prawyborach republikańskiego kandydata. W październiku 2015 został liderem sondaży, wyprzedzając Donalda Trumpa. Po ewentualnej nominacji sondaże dawały mu także duże szanse na wygraną we właściwych wyborach. Pomimo spokojnego temperamentu jest równie kontrowersyjny, jak Trump. Określa się kandydat antyestablishmentowy, jego poglądy na rolę państwa są mocno prawicowe: mocno krytykuje program państwowych ubezpieczeń medycznych, popiera bezwzględne prawo do posiadania broni. Wycofał się z prawyborów Partii Republikańskiej 3 marca 2016 r.
W marcu 2017 został przyjęty na stanowisko sekretarza urbanizacji w gabinecie Donalda Trumpa.

## Życie prywatne
Należy do Kościoła Adwentystów Dnia Siódmego.